# Fairmount Hotel
Le Fairmount Hotel est un hôtel de San Antonio au Texas. Construit en 1906, il est inscrit sur le Registre national des lieux historiques depuis 1988.